# Aricoris tutana
Aricoris tutana är en fjärilsart som beskrevs av Jean Baptiste Godart 1824. Aricoris tutana ingår i släktet Aricoris och familjen Riodinidae. Inga underarter finns listade i Catalogue of Life.